# Museu de Ciências Naturais da Carolina do Norte
O Museu de Ciências Naturais da Carolina do Norte ( NCMNS ) é um museu em Raleigh, Carolina do Norte. Este museu é o mais antigo do estado.
O museu é composto por seis instalações, divididas em cinco campi. A mais nova instalação, o Museu de Ciências Naturais da Carolina do Norte em Greenville, foi anunciada em 2020 e aberta ao público em 18 de setembro de 2021. NCMNS é uma divisão da Secretaria Estadual de Recursos Naturais e Culturais.

## Centro de Exploração da Natureza
Localizado na Jones Street, no centro de Raleigh.

### Primeiro andar
- Tesouros Naturais da Carolina do Norte – Contém dioramas de vários animais selvagens e artefatos pertencentes à natureza da Carolina do Norte.
- Coastal North Carolina – Exibe peixes nativos da costa da Carolina do Norte e das vias navegáveis interiores.
- WRAL 3-D Theatre – Uma sala de cinema 3-D com 250 lugares.
- Bilheteria – Vende ingressos para o teatro WRAL 3-D e as exposições especiais.

### Segundo andar

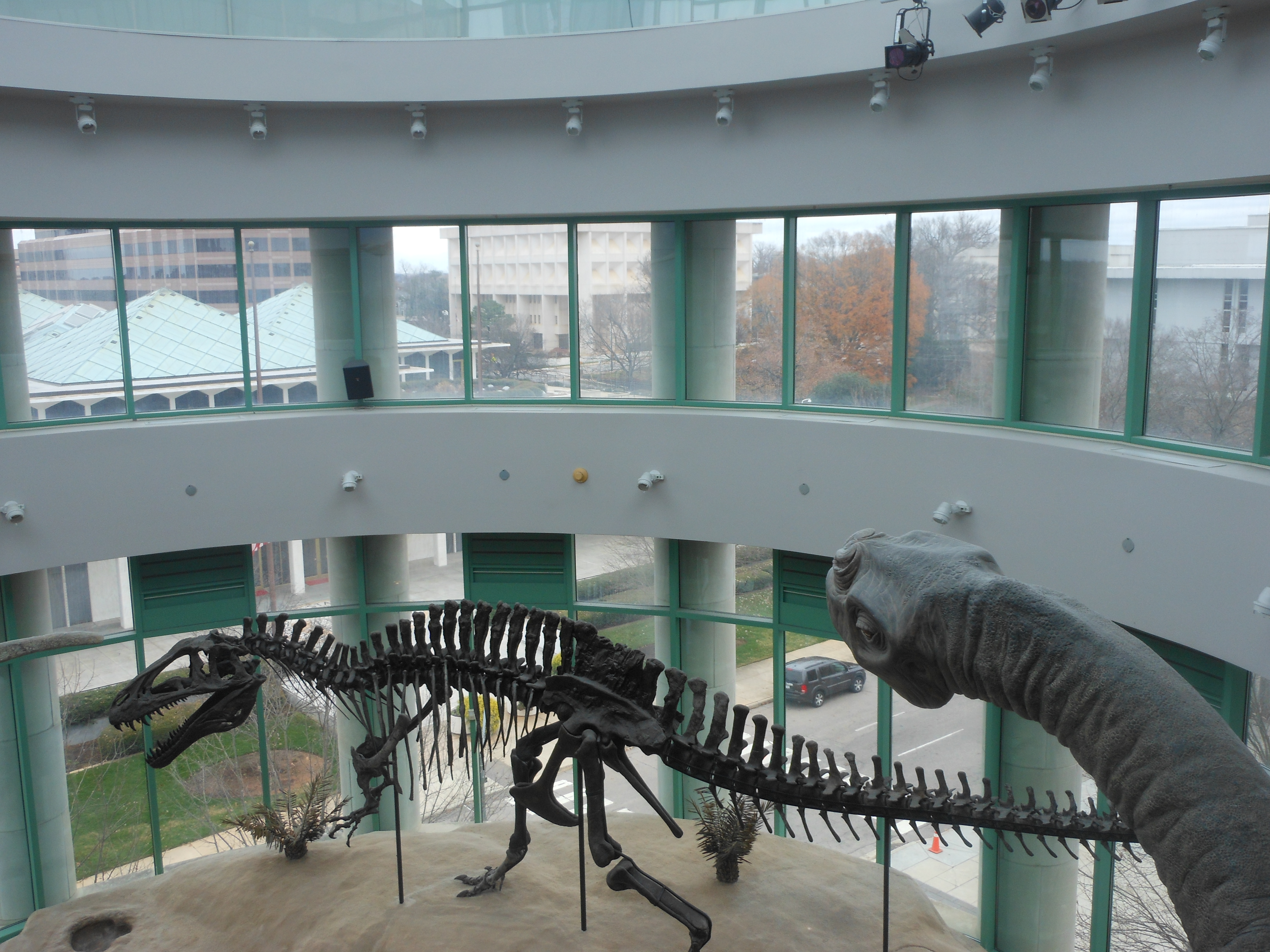
Exposições de dinossauros no Museu de Ciências Naturais da Carolina do Norte

- Carolina do Norte: Montanhas até o Mar – Exibe os habitats naturais da Carolina do Norte, desde as montanhas ocidentais, passando pelo Piemonte central e até a Planície Costeira .
- Subterrâneo da Carolina do Norte - Contém gemas e minerais da Carolina do Norte, bem como solo, solo e exibições sísmicas .
- Nature's Explorers – Exibe os primórdios do museu e os primeiros métodos de coleta e preservação de espécimes.
- Discovery Room – Uma exposição prática voltada para a família .
- Galeria de Exposições Especiais .
- Ponte coberta para o Centro de Investigação da Natureza

### Terceiro andar

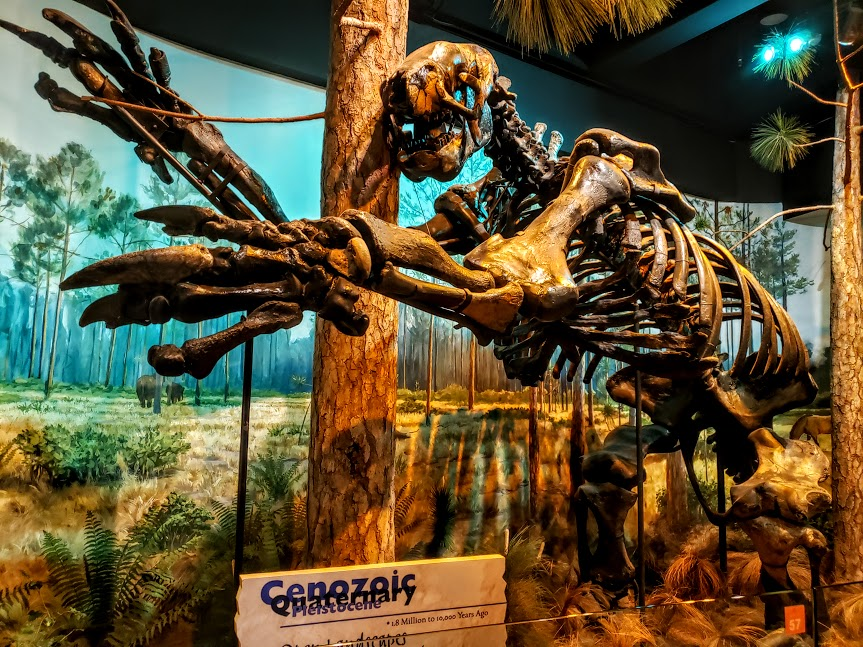
Fóssil de Eremotherium na seção pré-histórica NC.

- Carolina do Norte Pré-histórica - Narra a vida pré-histórica no estado e em todo o sudeste dos Estados Unidos, e contém a reconstrução de uma preguiça terrestre gigante Eremotherium escavada pelo museu.[4]
- Terror do Sul - exibe esqueletos fósseis, incluindo um Acrocanthosaurus
- Conexões Tropicais – Contém um grande globo interativo exibindo as regiões climáticas da Terra.
- Janelas para o Mundo – Teatro, utilizado para demonstrações, palestras e visitas a animais vivos.
- Dois espaços Curiosity Classrooms .
- Uma ponte ao ar livre para o Centro de Investigação da Natureza
- Um curta-metragem de dinossauro

### Quarto andar
- Zoológico de Artrópodes - Exposições vivas e estáticas de insetos, crustáceos, aracnídeos e outros artrópodes na Carolina do Norte.
- Living Conservatory – Uma exposição de floresta tropical seca com diversas plantas e animais vivos, incluindo borboletas e preguiças de dois dedos . Uma câmara exibe crisálidas de borboletas em desenvolvimento e borboletas que surgiram recentemente.

## Aquisição dos Dinossauros Duelistas
The Dueling Dinosaurs é um espécime extremamente bem preservado e cientificamente importante de Montana de um Triceratops e umTiranossauro, possivelmente em combate. Encontrado pela primeira vez em 2006, houve tentativas infrutíferas por parte dos descobridores do fóssil de vendê-lo a museus ou colecionadores privados durante mais de uma década, até que o NCMNS entrou em contacto em 2016, o que levou a negociações para a compra do fóssil, com fundos a serem angariados pela organização sem fins lucrativos Friends of the Museu de Ciências Naturais da Carolina do Norte. Questões jurídicas atrasaram significativamente estas negociações até serem resolvidas em 2020, levando o museu a anunciar a aquisição dos fósseis como parte da sua coleção permanente. Os fósseis serão expostos no Nature Research Center. Após atrasos na construção, a exposição Dueling Dinosaurs será inaugurada em 2023.